# 6124 Mecklenburg
För andra betydelser, se Mecklenburg (olika betydelser).
6124 Mecklenburg eller 1987 SL10 är en asteroid i huvudbältet som upptäcktes den 29 september 1987 av den tyske astronomen Freimut Börngen vid Tautenburg-observatoriet. Den är uppkallad efter den historiska regionen Mecklenburg i Tyskland.
Asteroiden har en diameter på ungefär 19 kilometer och den tillhör asteroidgruppen Hilda.